# Nikita Leonidowitsch Beloussow
Nikita Leonidowitsch Beloussow (russisch Никита Леонидович Белоусов; engl. Transkription: Nikita Leonidovich Belousov; * 26. Februar 2002 in Tuimasy) ist ein russischer Fußballspieler, der aktuell als Leihspieler des FK Ufa bei Spartak Tuimasy unter Vertrag steht.

## Karriere
Beloussow begann seine fußballerische Laufbahn beim FK Ufa bzw. deren Juniorenteam. In der Saison 2018/19 spielte er 22 Mal in der U19 Premjer-Liga und zweimal für die zweite Mannschaft in der Perwenstwo FNL. In der Folgesaison spielte er 13 Mal für die zweite Mannschaft und acht Mal in der U19 Premjer-Liga. Außerdem gab er sein Debüt in der Premjer-Liga, als er am 22. Juli 2020 (30. Spieltag) sein Profidebüt über die vollen 90 Minuten gegen Arsenal Tula. In der darauf folgenden Saison war er Stammspieler bei der U19, kam jedoch auch manchmal in der ersten russischen Spielklasse zum Einsatz. Zur nächsten Saison wurde er an Schinnik Jaroslawl verliehen, um etwas Spielpraxis auf höherem Niveau zu sammeln. Sein Debüt gab er am 18. Juli 2021 (1. Spieltag) bei einer 0:1-Niederlage gegen Dolgoprudny in der Startformation. Nachdem die Leihe nach nur einem Monat beendet worden war, folgte die nächste Leihe zu Spartak Tuimasy.